# ورقة 20 دولار أمريكي
ورقة 20 دولار أمريكي ($20) هي فئة من الدولار الأمريكي. على وجه الورقة صورة أندرو جاكسون الرئيس الأمريكي السابع (1829-1837) منذ عام 1928؛ وعلى الظهر صورة البيت الأبيض. يبلغ متوسط عمر ورقة 20 دولار أمريكي 7.8 سنوات منذ ديسمبر 2018.

## التصميم
ظهرت صورة أندرو جاكسون على ورقة 20 دولار منذ عام 1928. ويعتبر وضع جاكسون على ورقة 20 دولار أمرًا مثيرًا للسخرية، لأنه عارض بشدة كلاً من البنك الوطني واستخدام النقود الورقية، وجعل هدف إدارته تدمير البنك الوطني. كان هناك ضغط كبير لمعرفة سبب اختيار صورة جاكسون، نفى مسؤولو وزارة الخزانة وجود أي دوافع سياسية. وبدلاً من ذلك أصروا على أن الصورة كانت مبنية فقط على معرفتها النسبية للجمهور. جاء ذالك في مقال نشر في عدد 30 يونيو 1929 من صحيفة نيويورك تايمز. أيضًا عام 1928 هو الذكرى المئوية لانتخاب جاكسون لكن لم يظهر أي دليل يشير إلى أن هذا كان سببا في القرار. صرحت زارة الخزانة الأمريكية: لا تكشف سجلات وزارة الخزانة عن سبب اختيار صور رجال الدولة هؤلاء على وجه التحديد بدلا من صور الأشخاص الآخرين المهمين.

## تاريخ الإصدار
| السجل                            | السلسلة | سجل الخزينة | أمين الخزانة | الختم |
| -------------------------------- | ------- | ----------- | ------------ | ----- |
| National Bank Note Types 1 & 2   | 1929    | جونز        | وودز         | بني   |
| السجل البنكي الاحتياطي الفيدرالي | 1928A   | جونز        | وودز         | بني   |

| السجل                     | السلسلة      | أمين الخزانة ‏       | وزير الخزانة       | الختم |
| ------------------------- | ------------ | ------------------- | ------------------ | ----- |
| الشهادة الذهبية           | 1928         | وودز                | أندرو ويليام ميلون | ذهبي  |
| السجل الاحتياطي الفيدرالي | 1928         | تيت                 | ميلون              | أخضر  |
| السجل الاحتياطي الفيدرالي | 1928A        | وودز                | ميلون              | أخضر  |
| السجل الاحتياطي الفيدرالي | 1928B        | وودز                | ميلون              | أخضر  |
| السجل الاحتياطي الفيدرالي | 1928C        | وودز                | أوغدن إل ميلز      | أخضر  |
| السجل الاحتياطي الفيدرالي | 1934         | جوليان              | هنري مورغنثاو      | أخضر  |
| السجل الاحتياطي الفيدرالي | 1934 Hawaii  | جوليان              | مورغنثاو           | بني   |
| السجل الاحتياطي الفيدرالي | 1934A        | جوليان              | مورغنثاو           | أخضر  |
| السجل الاحتياطي الفيدرالي | 1934A Hawaii | جوليان              | مورغنثاو           | بني   |
| السجل الاحتياطي الفيدرالي | 1934B        | جوليان              | فريدريك مور فينسون | أخضر  |
| السجل الاحتياطي الفيدرالي | 1934C        | جوليان              | جون ويسلي سنايدر   | أخضر  |
| السجل الاحتياطي الفيدرالي | 1934D        | كلارك               | سنايدر             | أخضر  |
| السجل الاحتياطي الفيدرالي | 1950         | كلارك               | سنايدر             | أخضر  |
| السجل الاحتياطي الفيدرالي | 1950A        | بريست               | جورج إم. همفري     | أخضر  |
| السجل الاحتياطي الفيدرالي | 1950B        | بريست               | روبرت ب. أندرسون   | أخضر  |
| السجل الاحتياطي الفيدرالي | 1950C        | إليزابيث سميث ‏      | سي دوغلاس ديلون    | أخضر  |
| السجل الاحتياطي الفيدرالي | 1950D        | Granahan            | سي دوغلاس ديلون    | أخضر  |
| السجل الاحتياطي الفيدرالي | 1950E        | Granahan            | هنري إتش فاولر     | أخضر  |
| السجل الاحتياطي الفيدرالي | 1963         | Granahan            | دبلون              | أخضر  |
| السجل الاحتياطي الفيدرالي | 1963A        | Granahan            | فاولر              | أخضر  |
| السجل الاحتياطي الفيدرالي | 1969         | Elston              | ديفيد كينيدي       | أخضر  |
| السجل الاحتياطي الفيدرالي | 1969A        | Kabis               | جون كونالي         | أخضر  |
| السجل الاحتياطي الفيدرالي | 1969B        | Bañuelos            | جون كونالي         | أخضر  |
| السجل الاحتياطي الفيدرالي | 1969C        | Bañuelos            | جورج شولتز         | أخضر  |
| السجل الاحتياطي الفيدرالي | 1974         | Neff                | وليام سايمون       | أخضر  |
| السجل الاحتياطي الفيدرالي | 1977         | Morton              | مايكل بلومنتال     | أخضر  |
| السجل الاحتياطي الفيدرالي | 1981         | باي بوكانان         | دونالد ريغان       | أخضر  |
| السجل الاحتياطي الفيدرالي | 1981A        | Ortega              | دونالد ريغان       | أخضر  |
| السجل الاحتياطي الفيدرالي | 1985         | Ortega              | جيمس بيكر          | أخضر  |
| السجل الاحتياطي الفيدرالي | 1988A        | Villalpando         | نيكولاس إف. برادي ‏ | أخضر  |
| السجل الاحتياطي الفيدرالي | 1990         | Villalpando         | نيكولاس إف. برادي ‏ | أخضر  |
| السجل الاحتياطي الفيدرالي | 1993         | Withrow             | لويد بنتسن         | أخضر  |
| السجل الاحتياطي الفيدرالي | 1995         | Withrow             | روبرت روبين        | أخضر  |
| السجل الاحتياطي الفيدرالي | 1996         | Withrow             | روبرت روبين        | أخضر  |
| السجل الاحتياطي الفيدرالي | 1999         | Withrow             | لورانس سامرز       | أخضر  |
| السجل الاحتياطي الفيدرالي | 2001         | Marin               | بول أونيل          | أخضر  |
| السجل الاحتياطي الفيدرالي | 2004         | Marin               | جون دبليو. سنو     | أخضر  |
| السجل الاحتياطي الفيدرالي | 2004A        | آنا اسكوبيدو كابرال | جون دبليو. سنو     | أخضر  |
| السجل الاحتياطي الفيدرالي | 2006         | آنا اسكوبيدو كابرال | هنري بولسون        | أخضر  |
| السجل الاحتياطي الفيدرالي | 2009         | Rios                | تيموثي غايتنر      | أخضر  |
| السجل الاحتياطي الفيدرالي | 2013         | Rios                | جاك لو             | أخضر  |
| السجل الاحتياطي الفيدرالي | 2017         | Carranza            | ستيفن منوشين       | أخضر  |
| السجل الاحتياطي الفيدرالي | 2017A        | Carranza            | ستيفن منوشين       | أخضر  |

## اقتراح صورة المرأة
في حملة تسمى Women on 20s طُلب من الناخبين اختيار ثلاث من بين 15 مرشحة لوضع صورتها على ورقة 20 دولار. كان الهدف هو وضع صورة امرأة على ورقة 20 دولار بحلول عام 2020 في الذكرى المئوية للتعديل التاسع عشر الذي أعطى المرأة حق التصويت. كان من بين المرشحات هاريت توبمان وإليانور روزفلت وروزا باركس وويلما مانكيلر أول رئيسة لCherokee Nation. أعلن في 12 مايو 2015 عن اختيار هاريت توبمان لوضع صورتها في استطلاع شمل أكثر من 600000 شخص اختار أكثر من 118,000 منهم توبمان.
أعلن وزير الخزانة جاك لو في 17 يونيو 2015 أنه ستوضع صورة امرأة على ورقة 10 دولار بحلول عام 2020 مكان صورة ألكسندر هاميلتون. تم التراجع عن هذا القرار جزئيًا بسبب شعبية هاملتون المطردة بعد نجاح مسرحية هاميلتون الموسيقية.
أعلن لو رسميًا في 20 أبريل 2016 أن صورة ألكسندر هاملتون ستبقى على ورقة 10 دولار، بينما ستستبدل صورة أندرو جاكسون من على وجه ورقة 20 دولار وستوضع على ظهر الورقة. أعلن ليو في نفس الوقت أنه سيعاد تصميم ورقتي 5 و10 دولار في السنوات القادمة وستطرح في العقد التالي. أكد الوزير ليو أنه سيعاد تصميم ورقة 10 دولار أولا ثم ورقة 20 دولار.
صرحت سكرتيرة البيت الأبيض الأبيض جينيفر بساكي في يناير 2021، أن الرئيس جو بايدن سيسرع عملية إعادة تصميم ورقة 20 دولار. ولكن أكدت رسالة الوزارة الداخلية لعام 2022 من وزيرة الخزانة جانيت يلين على أن التصميم الجديد لن يظهر قبل عام 2030 ، وهي خطة إدارة ترامب بالأساس.

## المعرض

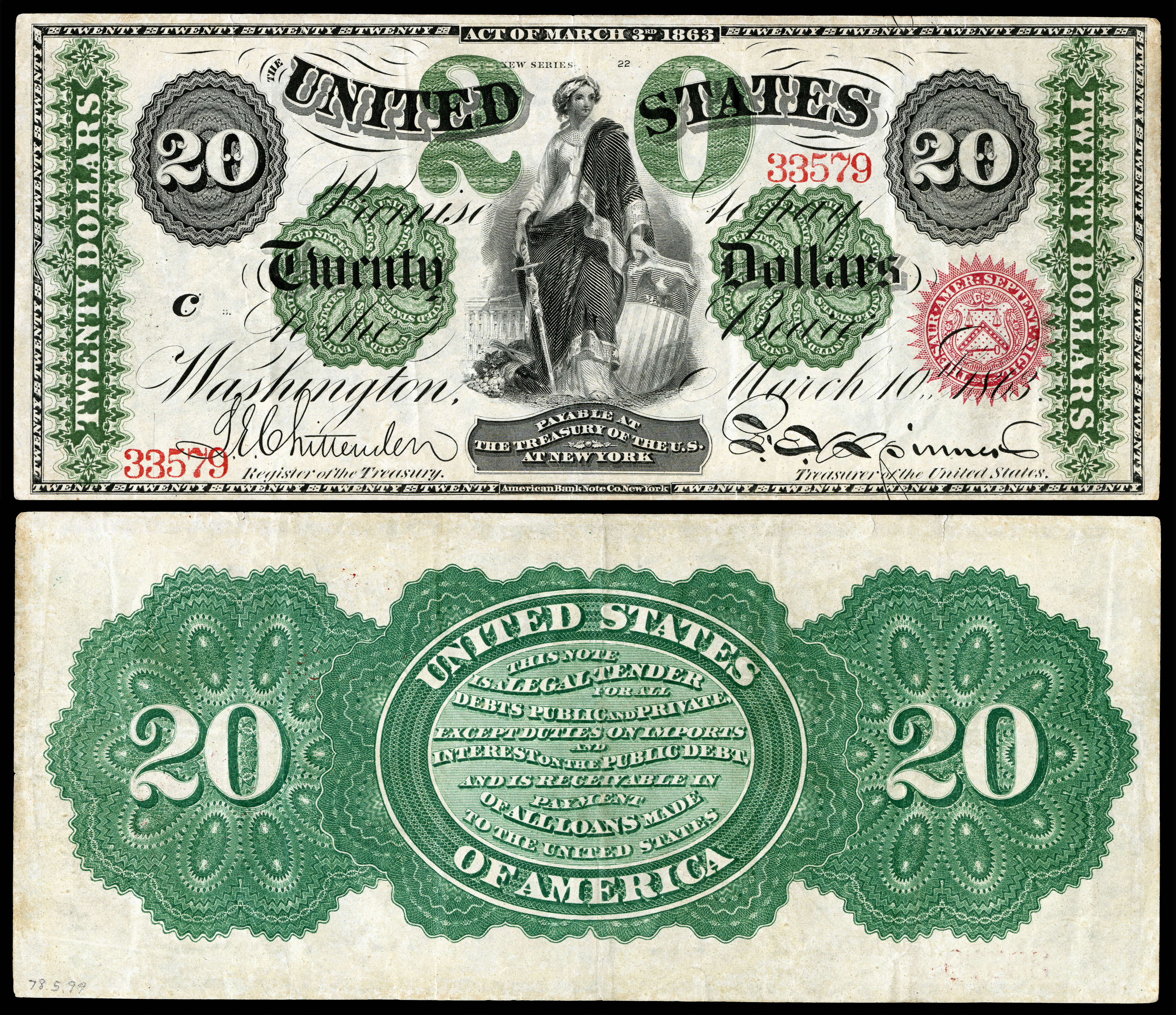
ورقة 20 دولار من سلسلة 1863
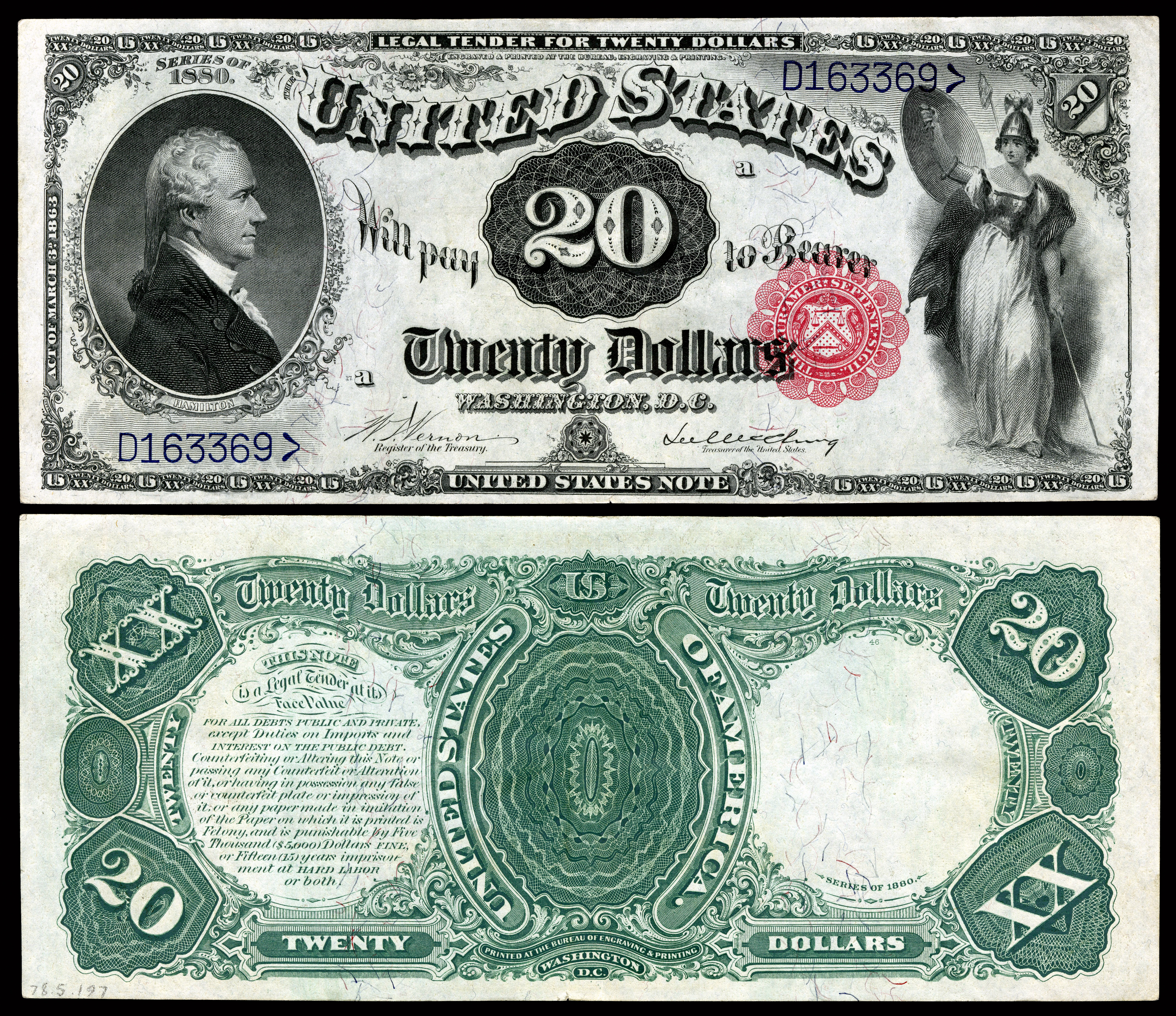
ورقة 20 دولار من سلسلة 1880 على وجهها ألكسندر هاميلتون
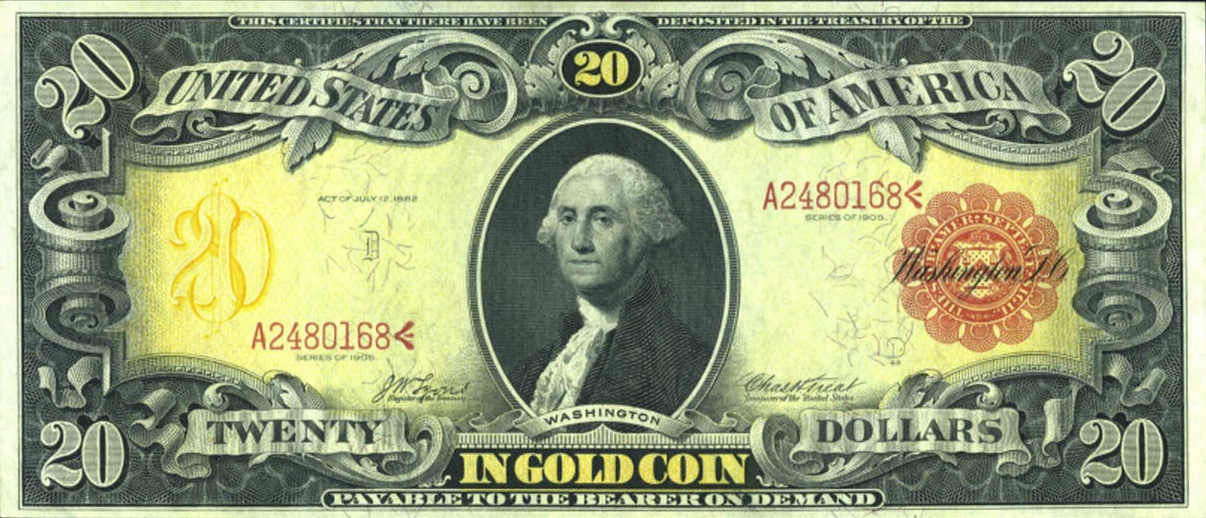
ورقة 20 دولار من سلسلة 1905 الشهادة الذهبية
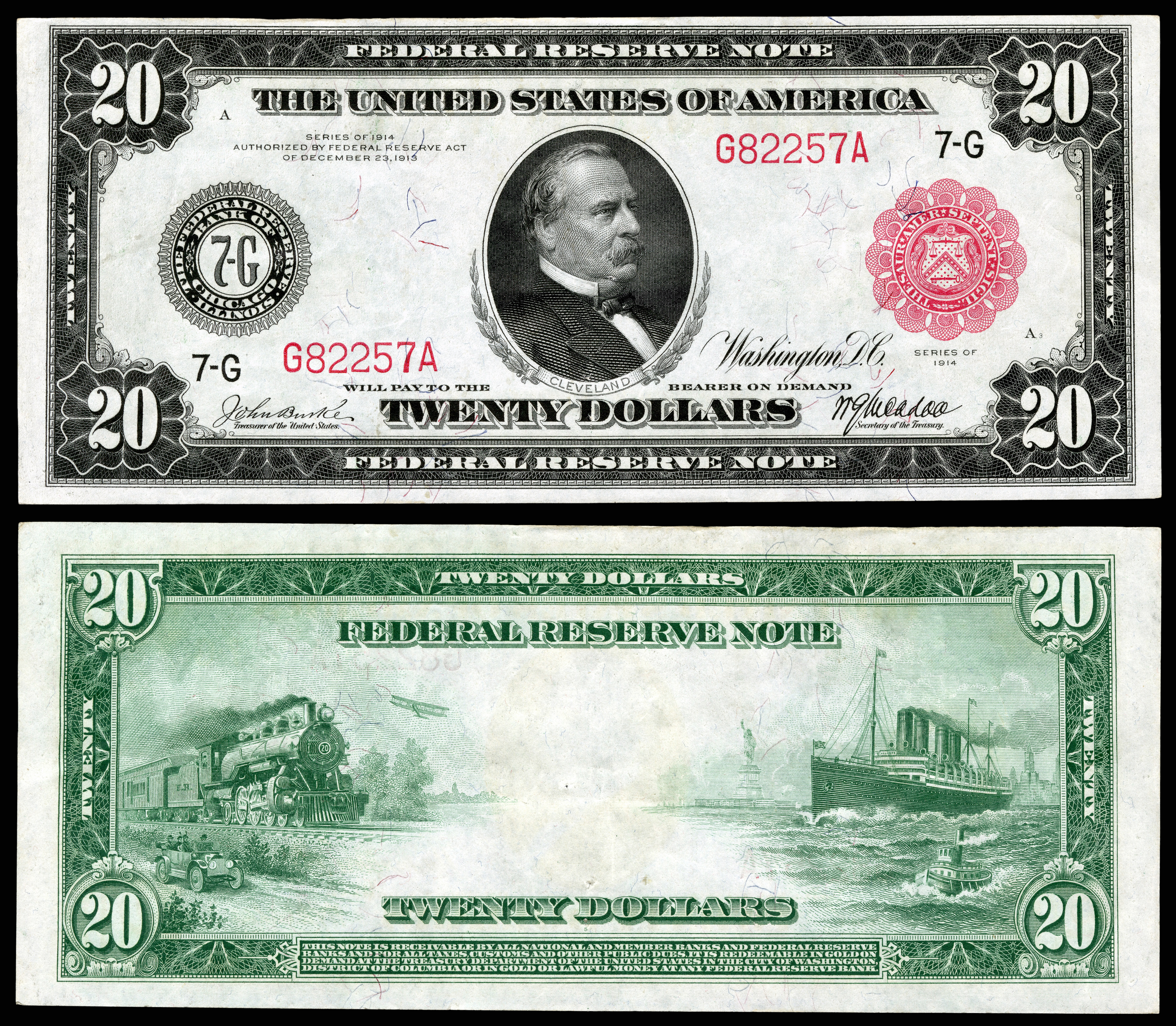
ورقة 20 دولار من سلسلة 1914
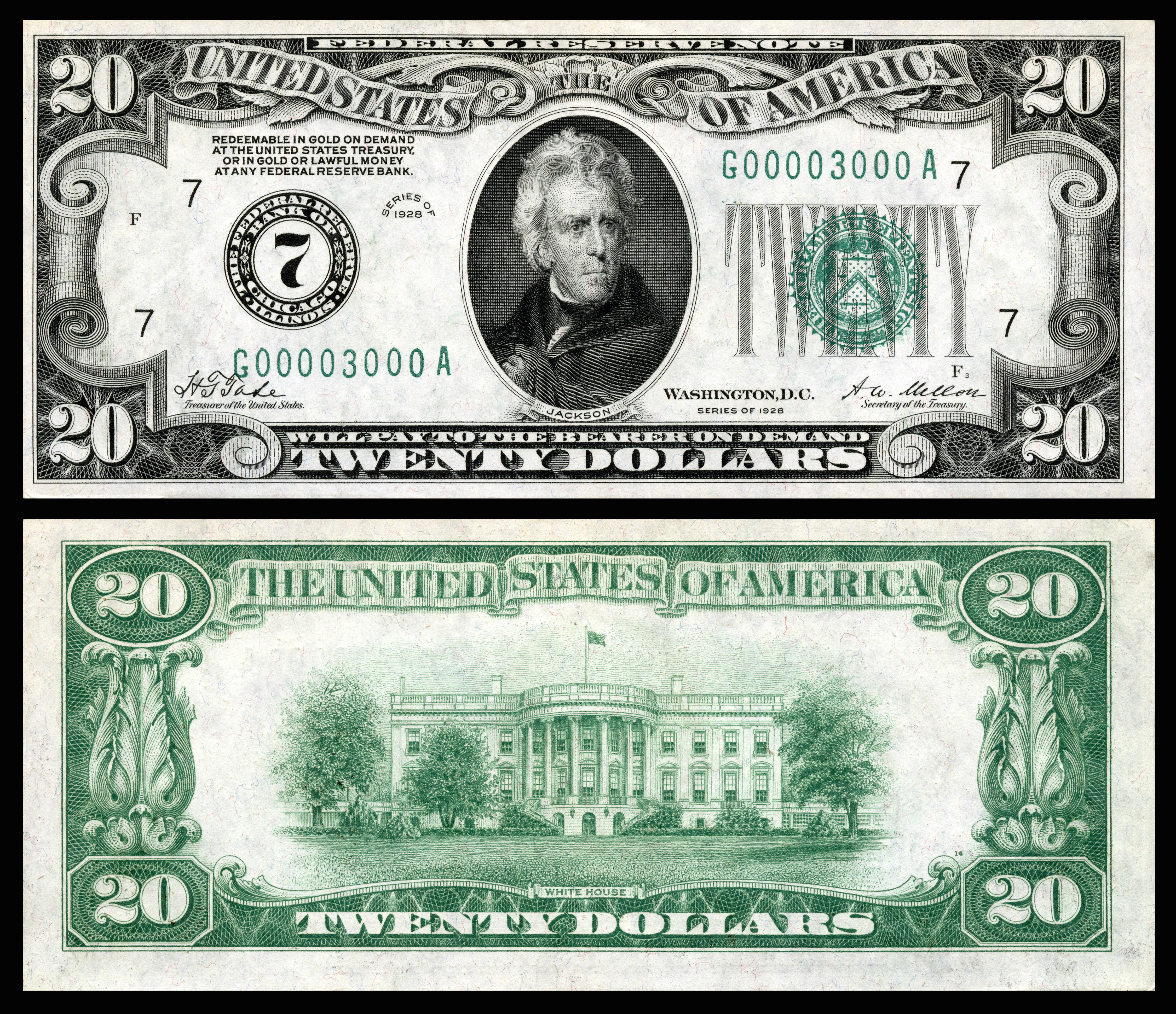
ورقة 20 دولار من سلسلة 1928
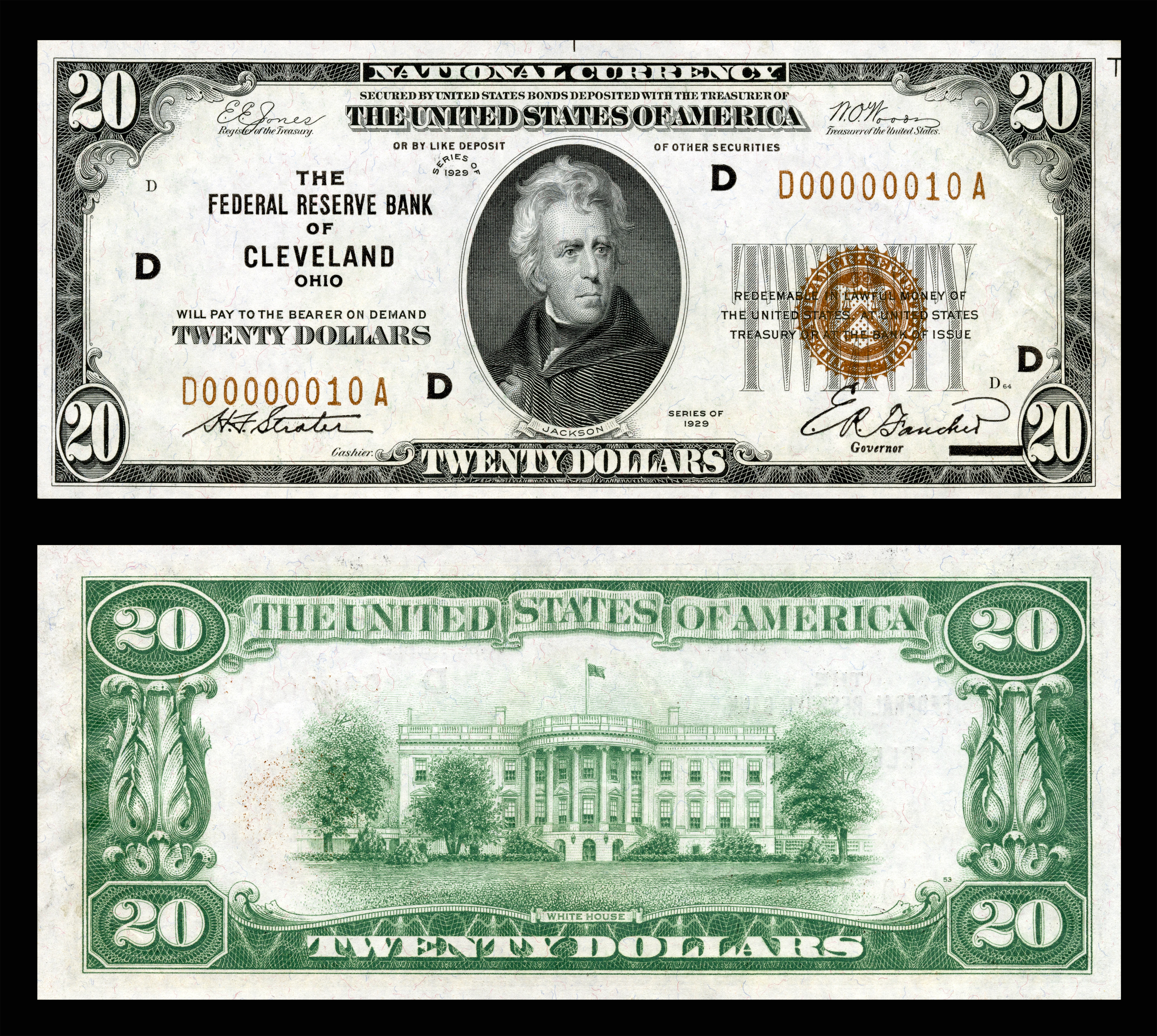
ورقة 20 دولار من سلسلة 1929
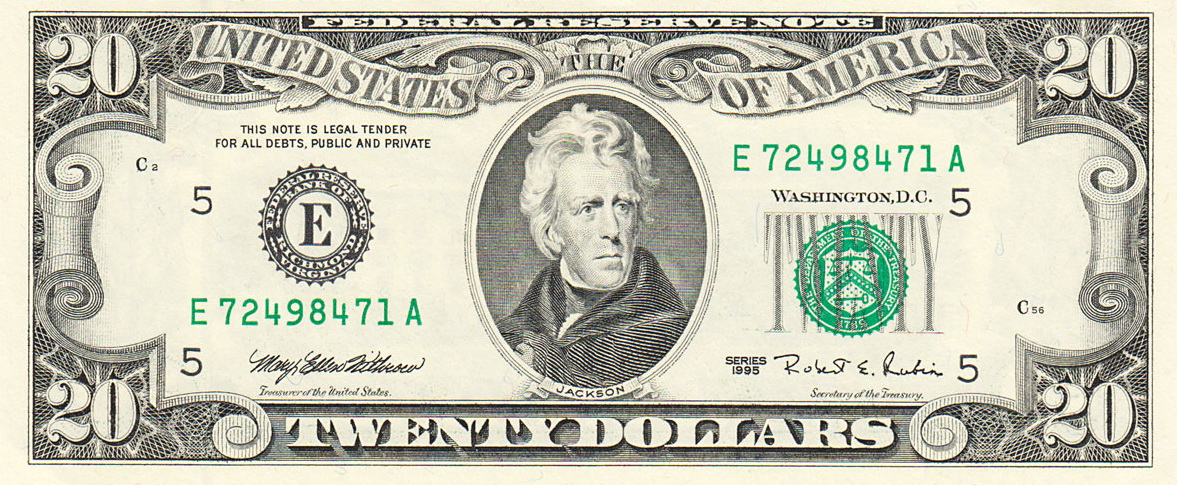
ورقة 20 دولار من سلسلة 1995، لم يتغير التصميم بشكل أساسي منذ سلسلة 1950
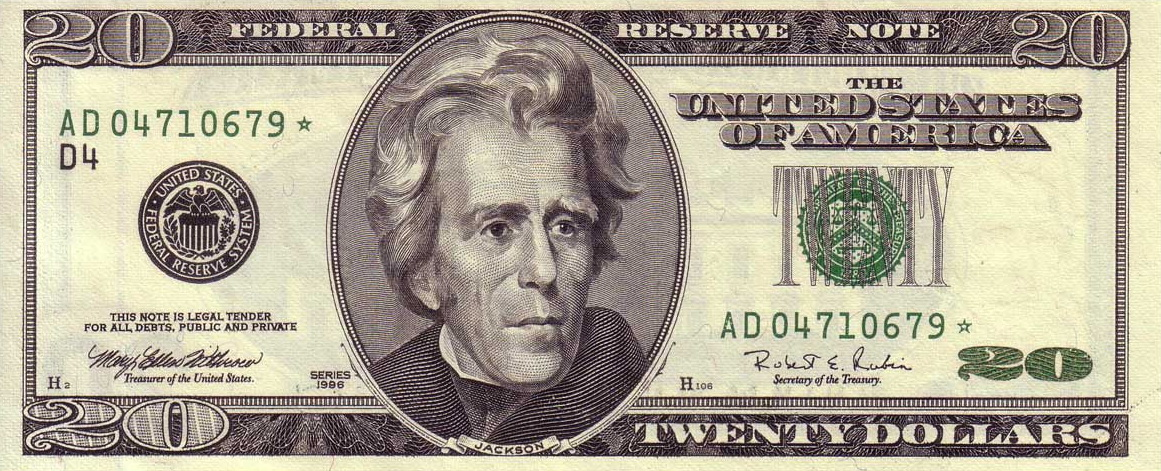
ورقة 20 دولار من سلسلة 1996

## روابط خارجية
- $20 Notes